# Anagrus nilaparvatae
Anagrus nilaparvatae är en stekelart som beskrevs av Pang Xiong-fei och Wang 1985. Anagrus nilaparvatae ingår i släktet Anagrus och familjen dvärgsteklar. Inga underarter finns listade i Catalogue of Life.